# Полин, Александр Семёнович
Александр Семёнович Полин (1917—1974) — командир орудия 8-го батальона 130-го гвардейского артиллерийского полка, гвардии сержант, Герой Советского Союза.

## Биография
Родился 15 июня 1917 года в селе Бахмачеево в крестьянской семье. Русский.
Образование неполное среднее.
Призван в Красную Армию был в 1938 году Рязанским райвоенкоматом. Во время Великой Отечественной войны в действующей армии — с октября 1942 года.
Участвовал в Сталинградской битве на Донском и Юго-Западном фронтах — оборонительных боях на рубеже реки Дон западнее города Серафимович, ноябрьском контрнаступлении под Сталинградом и образовании внешнего кольца окружения 6-й германской армии Паулюса, Среднедонской наступательной операции «Малый Сатурн».
На Юго-Западном (с 9 августа — Степном) фронте участвовал в оборонительных боях на берегу реки Северский Донец на участке Волчанск — Чугуев (Харьковская область), Белгородско-Харьковской наступательной операции, освобождении Левобережной Украины в ходе наступления на красноградско-верхнеднепровском направлении, в том числе освобождении города Красноград Харьковской области, форсировании Днепра и боях на захваченном плацдарме.
Особо отличился при форсировании Днепра и в боях по удержанию и расширению захваченного плацдарма. В конце сентября 1943 года одним из первых в полку со своим орудием переправился на правый берег Днепра в районе города Верхнеднепровск (Днепропетровская область). В боях за плацдарм при отражении контратак противника подбил 2 танка. Оставшись один у орудия, прямой наводкой вёл огонь по врагу, пока не был тяжело ранен и потерял сознание.
После излечения в госпитале А. С. Полин вернулся на фронт и был направлен для дальнейшего прохождения службы в зенитный дивизион. Воевал под городом Великие Луки Псковской области, освобождал Эстонию, Латвию, Литву. Войну закончил на территории Польши.
После войны был демобилизован. Жил в городе Рязань. Работал пожарным на заводе «Красное знамя», командиром отделения в пожарной части завода «Центролит».
Умер 20 ноября 1974 года.

## Награды
- Указом Президиума Верховного Совета СССР от 20 декабря 1943 года за мужество и героизм, проявленные при форсировании Днепра и в боях на захваченном плацдарме, гвардии сержанту Полину Александру Семёновичу присвоено звание Героя Советского Союза с вручением ордена Ленина и медали «Золотая звезда» (№ 3928)[2].
- Награждён орденами Отечественной войны 2-й степени, Красной Звезды и медалями, в том числе «За отвагу» и «За боевые заслуги».

## Память
- В декабре 2011 года в Рязани была установлена памятная доска (недоступная ссылка) в честь Героя[3].
- Также память об Алекандре Полине увековечена в музее Главного управления МЧС России по Рязанской области Архивная копия от 9 мая 2018 на Wayback Machine[4].